# Myotis macrodactylus
Myotis macrodactylus is een zoogdier uit de familie van de gladneuzen (Vespertilionidae). De wetenschappelijke naam van de soort werd voor het eerst geldig gepubliceerd door Temminck in 1840.

## Voorkomen
De soort komt voor in Japan, China, Korea en Rusland.